# Hans-Peter Becker
Pater  Hans-Peter Becker SAC (* 1960 in Ubstadt-Weiher) war erster gemeinsamer Provinzial der vereinigten Pallottinerprovinz für Deutschland und Österreich mit Sitz in Friedberg (Bayern).
Hans-Peter Becker wurde 1989 zum Priester geweiht. Er war in der Jugend- und Schulseelsorge am St. Paulusheim in Bruchsal tätig und von 2005 bis 2013 Provinzial der Herz-Jesu-Provinz der Pallottiner.